# Grau militar
El grau militar o graduació militar indica el rang (la posició jeràrquica) que ocupa el militar a la jerarquia de comandament (l'escalafó) de l'exèrcit. Per exemple, el grau de capità té rang superior al grau de tinent i rang inferior al grau de major, també conegut com a comandant. Un altre exemple: el grau de capità de fragata (propi de l'Armada) té el mateix rang que el grau de tinent coronel (propi de l'Exèrcit i de la Força Aèria). El terme català grau militar o graduació militar equival a l'anglès military rank; a l'espanyol grado militar; al francès grade militaire; a l'italià grado militare; al portuguès grau militar; al romanès grad militar.
El grau militar es representa visualment mitjançant les divises fixades a l'uniforme; normalment, a les muscleres, mànigues, coll o pit, o en una combinació entre alguns d'aquests elements; sovint, també a la lligadura. El disseny de les divises varia molt segons el grau i d'exèrcit en exèrcit: angles (galons en xebró), estels, galons en barra...
Cada Estat i cada exèrcit té sistema propi de graus i divises, però en general els graus es classifiquen en cinc grans categories: generals, oficials superiors (o caps), oficials subalterns (o. simplement, oficials), sotsoficials i tropa. A l'Armada, l'equivalent de les categories de generals (generalat) i de tropa són almiralls (almirallat) i marineria.

## Taula de graus militars
Entre els estats de l'OTAN hi ha un sistema de codis per a homogeneïtzar i conèixer l'equivalència dels graus dels diferents exèrcits que en formen part (STANAG 2116, 1992):

### Generals (a l'Armada, almiralls)
OF-10Sol ser un grau honorífic. Segons els estats es diu capità general, mariscal de camp, general de cinc estels.
OF-9Sol ser el màxim cap de les forces armades d'un estat, o d'una part important d'aquestes (Exèrcit, Armada, Aviació, etc.). Segons els estats es diu general, general d'exèrcit, general de quatre estels. A l'Armada s'acostuma a dir almirall o almirall general.
OF-8general de cos d'exèrcit o general de divisió. També es diu general de tres estels o tinent general, i a l'Armada, almirall o vicealmirall.
OF-7general de divisió (Com diu el seu nom, mana una divisió.) o general de brigada(Com diu el seu nom, mana una brigada.) A alguns exèrcits es diu major general, i a l'Armada, vicealmirall o contraalmirall.
OF-6general de brigada, també es diu brigadier general o brigadier, i a l'Armada, contraalmirall o comodor.

### Oficials superiors
OF-5coronel i, a l'Armada, capità de navili o capità de vaixell.
OF-4tinent coronel i, a l'Armada, capità de fragata.
OF-3major, i en alguns estats, comandant. A l'Armada, capità de corbeta o tinent comandant.

### Oficials subalterns
OF-2capità, i a l'Armada, tinent de navili o tinent de vaixell.
OF-1tinent, i a l'Armada, sotstinent de navili, tinent de fragata o, als exèrcits hispanòfons, alferes de navili.
- sotstinent, o, als exèrcits hispanòfons i lusòfons, alferes. A l'Armada, sotstinent de fragata, guardiamarina o, als exèrcits hispanòfons, alferes de fragata.

### Sotsoficials
OR-9sotsoficial major, o bé ajudant en cap, ajudant major, sergent major, sotstinent, sotsoficial de primera classe.
OR-8brigada, o bé ajudant, ajudant en cap, sergent major, sergent en cap, o, de vegades, el genèric sotsoficial.
OR-7grau de denominació molt diversa; inexistent a alguns exèrcits, uns altres han alterat l'escalafó per a ajustar-s'hi. A alguns exèrcits, sergent de primera classe, o bé brigada, sergent major, o sergent en cap.
OR-6sergent major, o bé sergent de primera classe, sergent en cap.
OR-5sergent; a alguns estats, caporal major o caporal de primera classe (tot i que això trenca la tradició multisecular que els sergents siguin sotsoficials i els caporals tropa).

### Tropa (a l'Armada, marineria)
OR-4caporal major o caporal de primera classe.
OR-3caporal.
OR-2soldat de primera classe o, a l'Armada, mariner de primera classe.
OR-1soldat o, a l'Armada, mariner.